# 上海纺织博物馆
上海纺织博物馆位于上海市普陀区澳门路150号，前身是申新九厂原址，是一家地域性行业博物馆，博物馆为全国纺织精神文明建设示范基地和科普教育基地，并且是上海市爱国主义教育基地、上海市专题性科普场馆、工业旅游基地。

## 历史
2009年1月7日建成开馆，博物馆为上海申新纺织第九厂的旧址，户外展示面积1500平方米，室内展区面积4480平方米，场馆分为五个厅，分别为序厅、历程馆、撷英馆、科普馆、专题馆，展示了上海地区纺织业发展的历史。

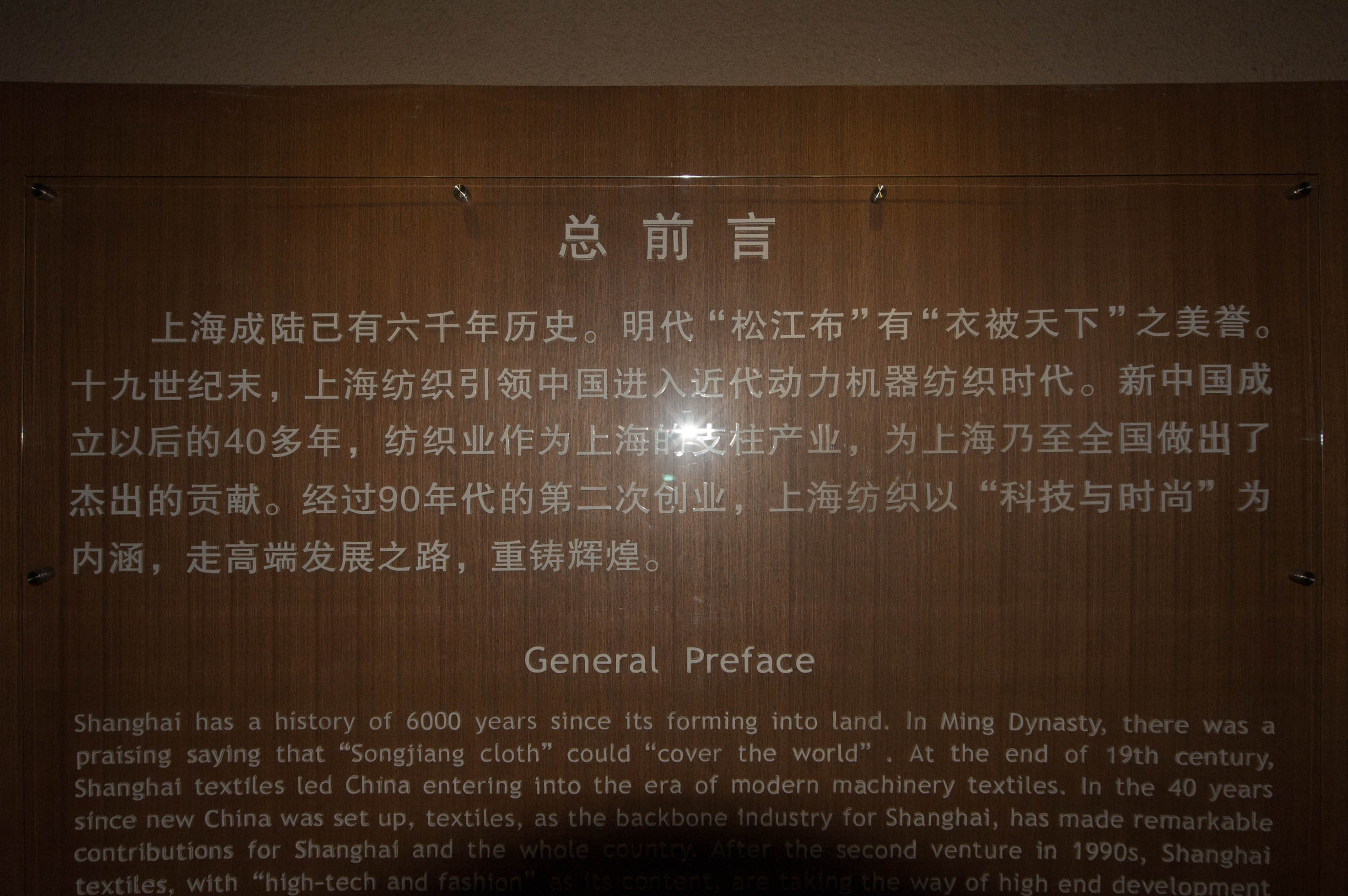
上海纺织博物馆总前言
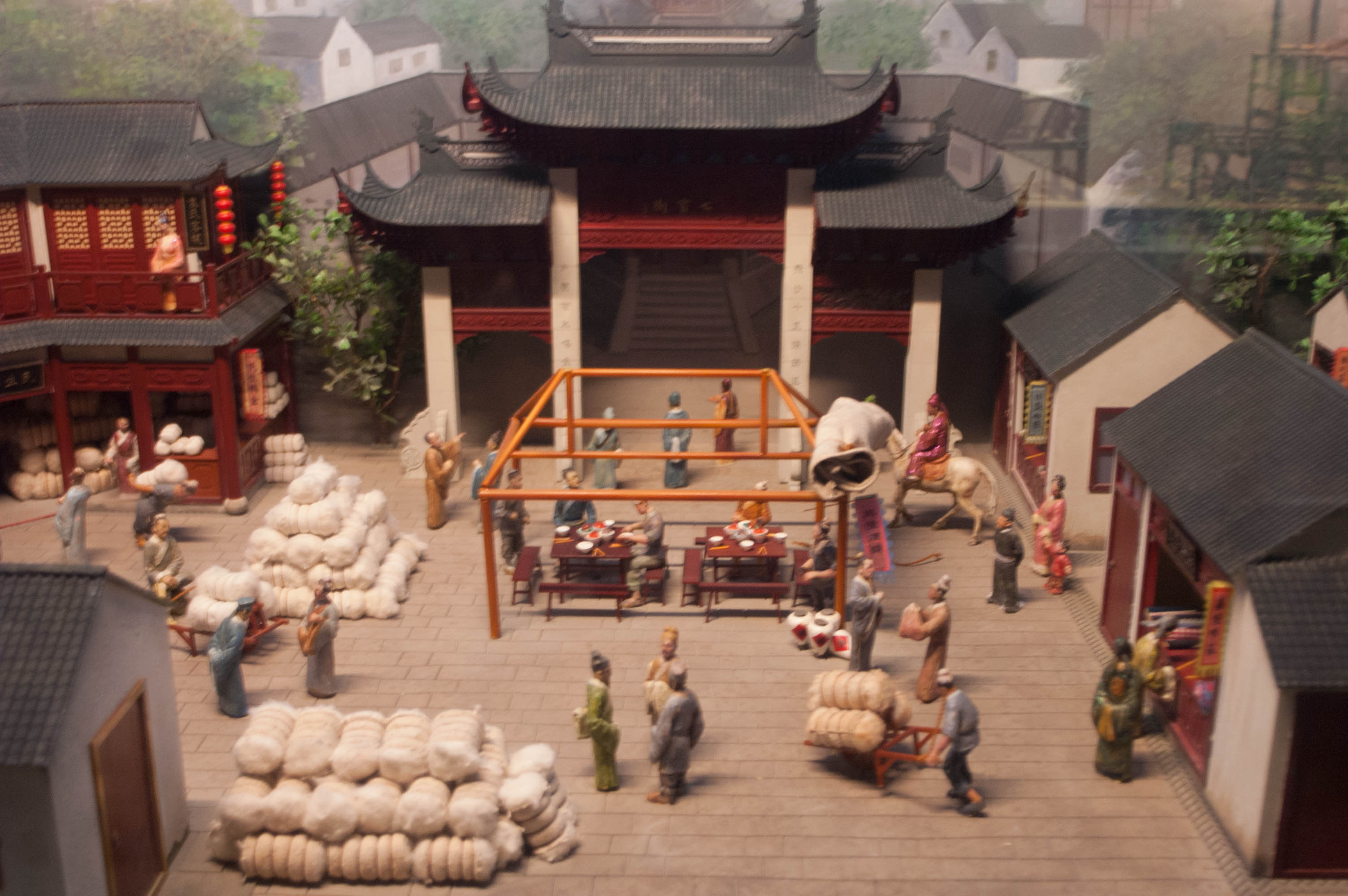
上海纺织博物馆七宝老街交易市场模型
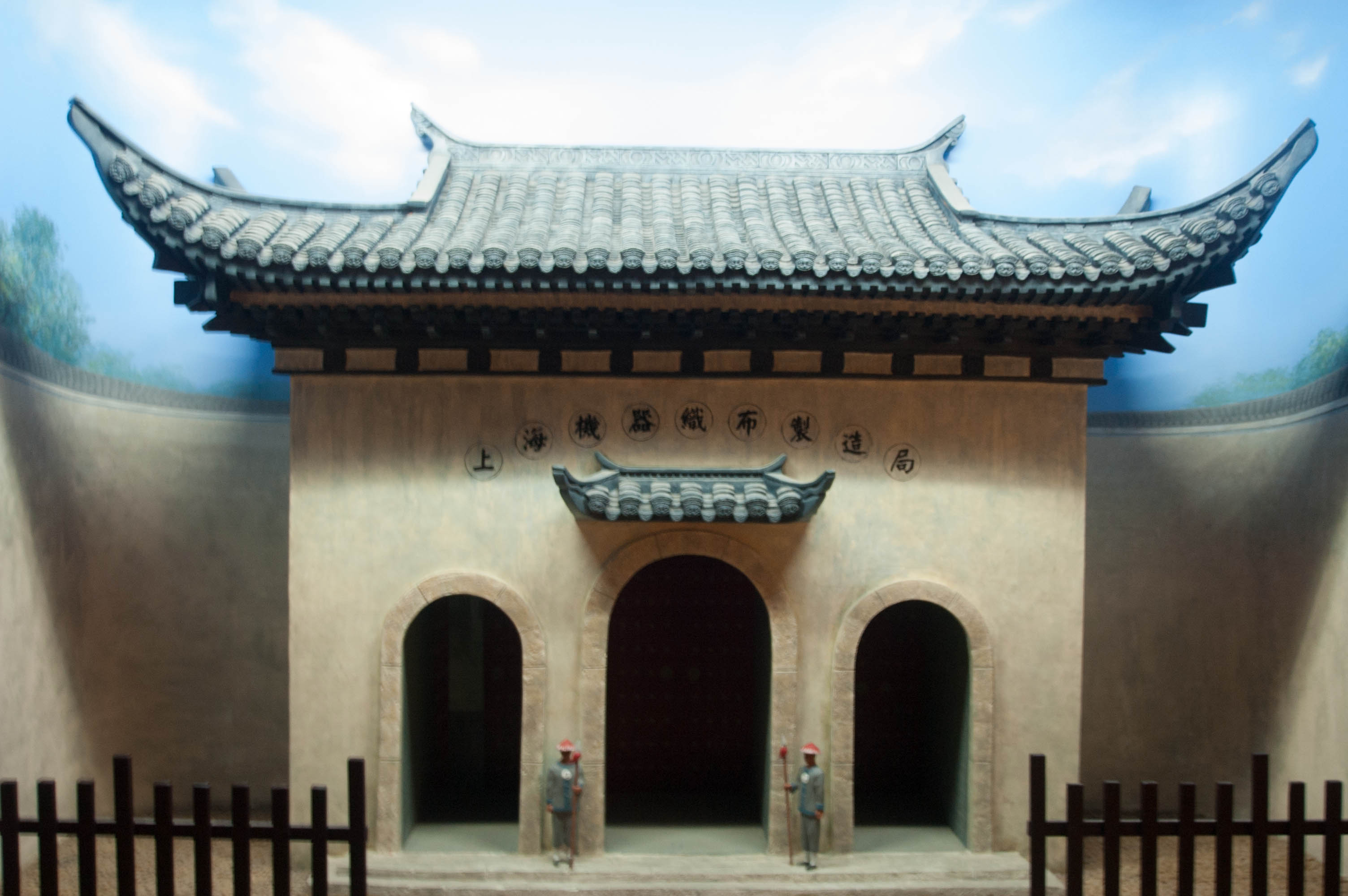
上海纺织博物馆机器织布制造局模型
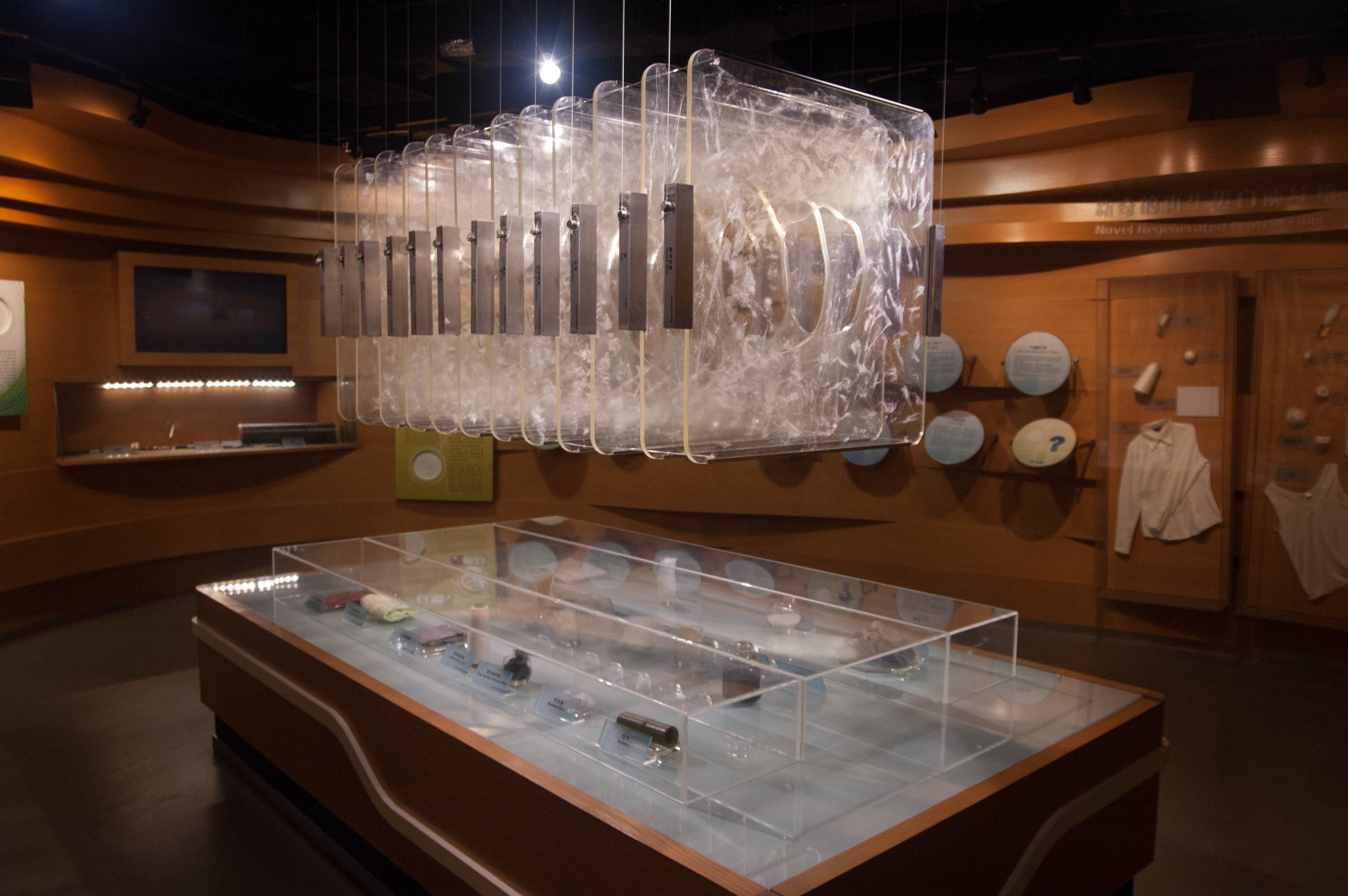
上海纺织博物馆纤维材料

## 参观信息
- 地址：上海市普陀区澳门路150号
- 开放时间：周二至日9:30-16:00，春节不开放。
- 公共交通：轨道交通3、4号线中潭路站等。
- 联系方式：62996969转接待中心（10人以上配讲解员解说）